# Dysmicoccus brachydactylus
Dysmicoccus brachydactylus är en insektsart som beskrevs av Miller och Mckenzie 1971. Dysmicoccus brachydactylus ingår i släktet Dysmicoccus och familjen ullsköldlöss. Inga underarter finns listade i Catalogue of Life.